# Venhuizen (gemeente)
Venhuizen is een voormalige gemeente in de regio West-Friesland in de Nederlandse provincie Noord-Holland. De gemeente lag oostelijk van Hoorn aan het Markermeer. De gemeente telde 7828 inwoners op 1 juni 2005, en had een oppervlakte van 56,65 km² (waarvan 19,52 km² water). Het gemeentehuis lag in Venhuizen. Het dorp Venhuizen zelf heeft 2530 inwoners (2004).
De gemeente Venhuizen is per 1 januari 2006 opgeheven en met de toenmalige gemeente Drechterland samengevoegd tot de huidige gemeente Drechterland.
De laatste burgemeester van de gemeente was de Chinees-Surinaamse Roy Ho Ten Soeng, hij was de eerste allochtone burgemeester van Nederland.

## Overige plaatsen binnen de voormalige gemeente
Dorpen/Gehuchten:
- Blokdijk
- De Buurt
- Hem (de dorpen Hem en Venhuizen kregen in 1414 gezamenlijk stadsrechten)
- Oosterleek
- Schellinkhout (verkreeg in 1402 stadsrechten)
- Venhuizen (de dorpen Hem en Venhuizen kregen in 1414 gezamenlijk stadsrechten)
- Wijdenes

Buurtschappen:
- De Hout
- De Weed
- Kraaienburg
- Oostergouw
- Tersluis
- Westerbuurt
- Wijmers